# Stelle principali della costellazione del Regolo
Segue un prospetto delle stelle principali della costellazione del Regolo, elencate per magnitudine decrescente.